# Glukuronid 11-nor-9-karboksy-THC
Glukuronid 11-nor-9-karboksy-THC, glukuronid 11-nor-9-karboksy-Δ9-tetrahydrokannabinolu – organiczny związek chemiczny, metabolit 11-nor-9-karboksy-tetrahydrokannabinolu, wydalany z organizmu wraz z moczem.